# Салимова, Шовкет Шахбаз кызы
Шовкет Шахбаз кызы Салимова (азерб. Şövkət Şahbaz qızı Səlimova; 1920, Лагич — 1999, Баку) — первая женщина-капитан дальнего плавания в Азербайджане.

## Биография
Шовкет Салимова родилась 25 декабря 1920 года в селе Лагич Шемахинского уезда (ныне Исмаиллинского района), в многодетной семье. В школе увлекалась авиамоделизмом. Приняла участие в слёте в Москве в 1935 году, где её модель, пролетев дальше всех, побила всесоюзный рекорд и последующие три года первенство оставалось за ней. Вскоре совершила свой первый полёт на планёре.
Увидев в печати портрет Анны Щетининой — первой женщины-капитана дальнего плавания, решила последовать её примеру. Позже она поступает на судоводительский факультет мореходного техникума. После окончания училища была направлена в Черноморское морское пароходство. В 1939 году в Одесском пароходстве получила направление на один из танкеров, уходящих в заокеанский рейс — танкер «Серго», где была назначена третьим помощником капитана. Сначала плавала штурманом на Каспийском и Чёрном морях. Затем в качестве помощника капитана и капитана корабля.

### Великая Отечественная война
В годы Великой Отечественной войны сопровождала конвои транспортных судов по Каспию на Астраханский рейд. Корабль под её командованием доставлял в Сталинград боевую технику, горючее, боеприпасы и вывозил раненых в Баку и Красноводск. Неоднократно приходилось вступать в борьбу с немецкими самолётами и отражать их атаки. За выполнение особо важных заданий была награждена Орденом Красной Звезды и медалями.
«От Советского Информбюро» 1 ноября 1944 года:
Самоотверженно трудится Ш.Ш.Салимова - первая женщина-капитан танкера Каспийского наливного флота. Экипаж танкера «Рени», которым она командует, отлично справляется со всеми заданиями по доставке горючего. В дни войны труд патриотки отмечен орденом Красной Звезды

### Послевоенный период
В послевоенный период корабли под командованием Шовкет Салимовой плавали в Средиземном, Красном, Мраморном, Эгейском и других морях.
В 1950 году окончила двухгодичную партийную школу и работала инструктором в отделе пропаганды и агитации ЦК КП Азербайджана, в Институте народного хозяйства имени Д.Буниат-заде. В 1954 году была направлена на преподавательскую работу в Институт нефти и химии им. М.Азизбекова.
Позже стала кандидатом экономических наук, доцентом. В 1971 году ей было присвоено звание «Заслуженный экономист Азербайджанской ССР». Работала заведующей кафедрой марксизма-ленинизма Азербайджанской государственной консерватории. Также являлась член-корреспондентом Академии наук Азербайджанской Республики.

## Награды
- Орден Красной Звезды[7]
- Медаль «За оборону Кавказа»[7]
- Медаль «За победу над Германией в Великой Отечественной войне 1941—1945 гг.»[7]